# Jet set
Az újságírásban a jet set kifejezés a gazdag emberek olyan társadalmi csoportját jelölte, akik körbeutazták a világot, hogy olyan közösségi eseményekben vegyenek részt, amelyek a közönséges emberek számára elérhetetlenek voltak. A kifejezés, amely a café society-t váltotta fel, abból az utazási életmódból származott, ahol az egyik stílusos vagy egzotikus helyről a másikra utaznak sugárhajtású repülőgéppel.
A jet set kifejezést Igor Cassininak, a New York Journal-American újságírójának tulajdonítják, aki Cholly Knickerbocker álnéven írt a lapba.
Bár az 1950-es években a sugárhajtású légi utasszállítást elsősorban a gazdagok számára hozták létre, elterjedése mégis a légiközlekedés jelentős demokratizálódásához vezetett. Bár a kifejezés még mindig használatban van, már nem azokra alkalmazzuk, akik sugárhajtású gépekkel utaznak. Mindazonáltal azt a jelentését továbbra is megőrizte, amely azokat a független, jelentős vagyonnal rendelkező embereket jelenti, akiknek van idejük, hogy gyakran és minél szélesebb körben csak az élvezetért utazgassanak.

## Története

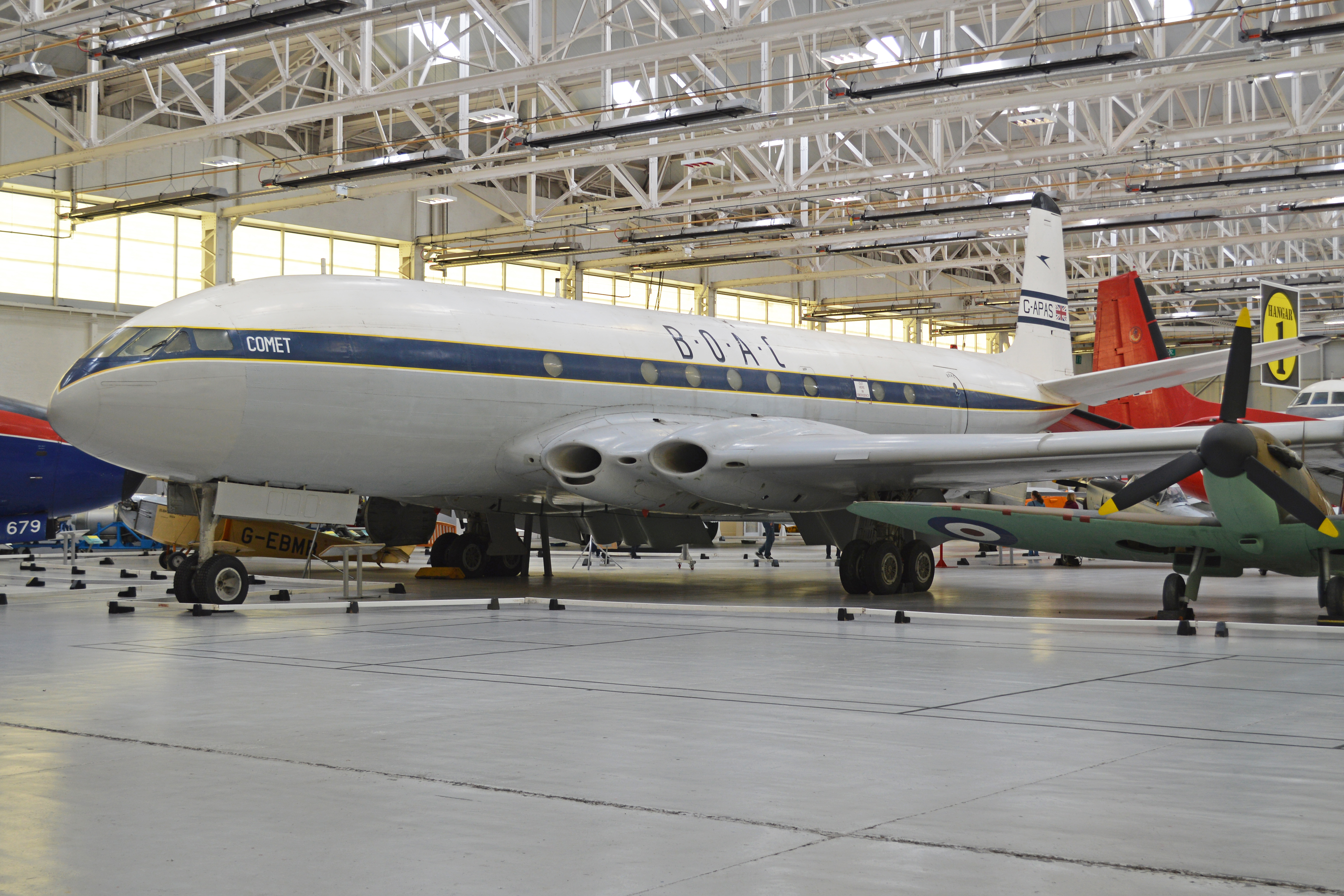
De Havilland Comet

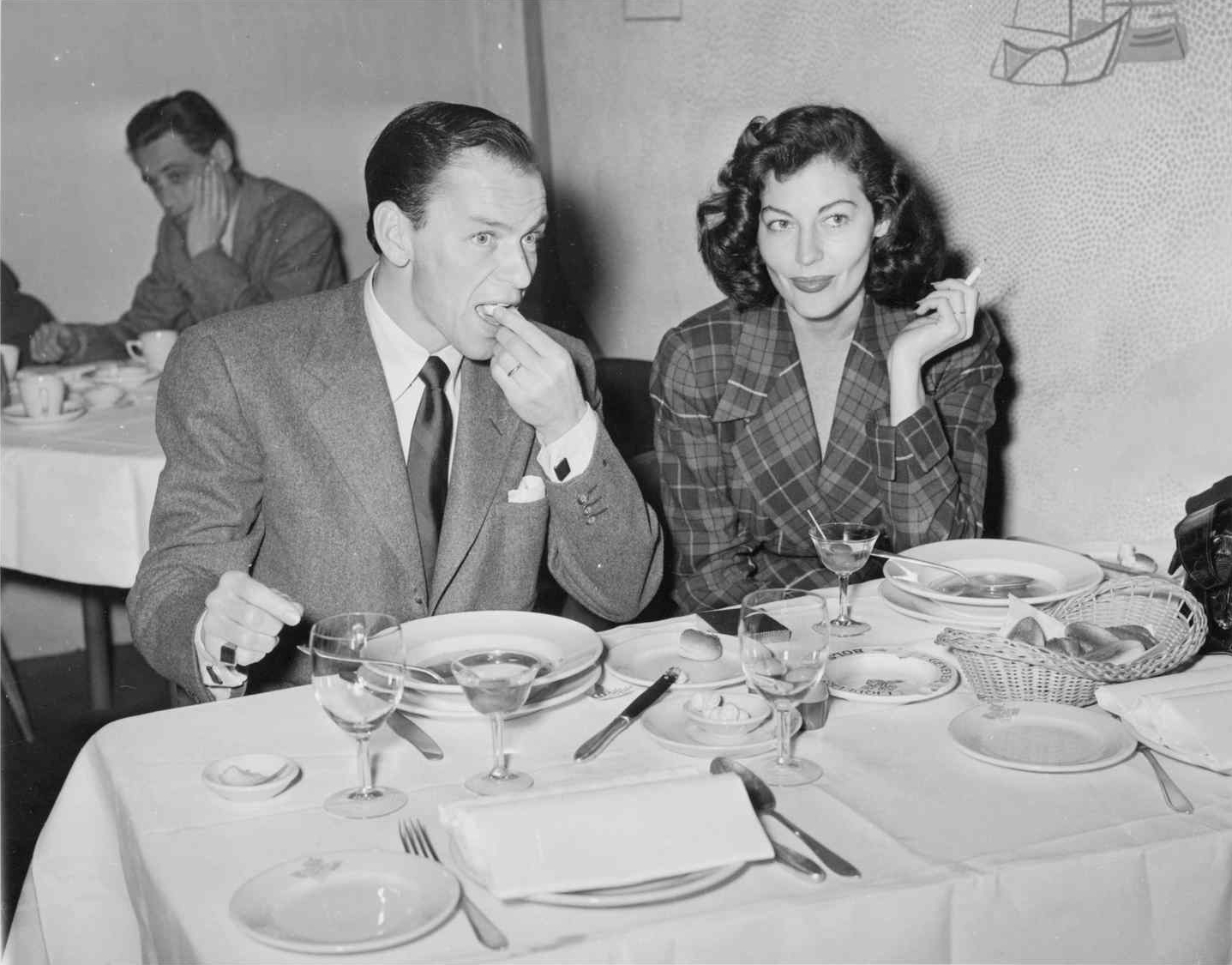
Frank Sinatra és felesége Ava Gardner

A BOAC 1952. május 2-án megnyitotta a világ első menetrend szerinti kereskedelmi járatát a de Havilland Comet használatával, majd miután 1953–54 során számos baleset történt, leállították, és 1958-ban a Comet 4 bevezetésével indították újra. Az első sikeres szolgáltatás 1958 októberétől a tipikus jet set útvonal volt London és New York City között. Ezt a Pan Am követte a Boeing 707-es géppel, ennek első menetrend szerinti járatát 1958. október 26-án indították útnak New York City és Párizs között.

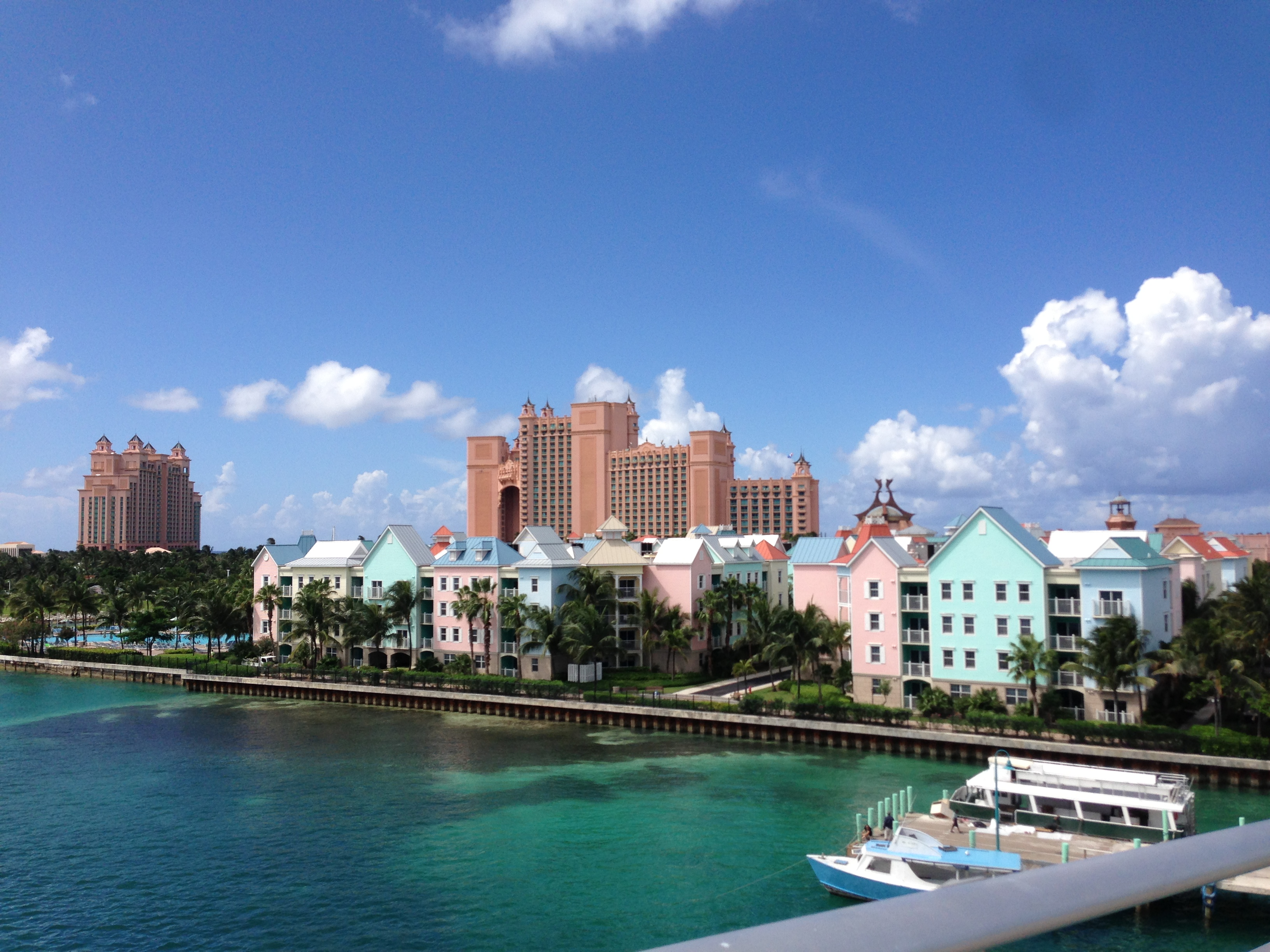
Paradise Island, Nassau

További városok voltak még a szokásos jet set útvonalakon Los Angeles, Párizs és Róma. A jet set üdülőhelyek, amelyek fehér homokkal és sós vízzel voltak ellátva, a modern előírásoknak megfelelően voltak kialakítva. Acapulco, Nassau és Huntington Hartford új Paradise Islandje (1962-ben nyílt meg) elfoglalta Bermuda helyét. Eközben Cannes, Capri, St. Tropez, Marbella, Portofino és válogatott kisvárosok a francia és az olasz Riviérán jelezték a jet set útvonalát. A görög szigetek, mint például Mykonos 1974-ben kerültek fel az útvonalak közé.
Ennek az elitnek az eredeti tagjai azok az „előkelőségek” voltak, akik nem féltek a nyilvánosságtól, és akik félig nyilvános helyeken, például éttermekben vagy éjszakai klubokban szórakoztak, ahol a paparazzik – egy tipikusan jet set jelenség – fotózták őket. Ők voltak az első generációja azoknak, akik egy hétvégét eltöltöttek Párizsban vagy egy parti kedvéért átruccantak Rómába. Ezt az életmódot mutatta be Federico Fellini a La Dolce Vita című filmben (1960).
Az első jel, hogy a jet set kifejezés elveszíti ragyogó élét, az volt, amikor a Vogue magazin megalkotta a Beautiful People (Szép emberek) kifejezést 1962 tavaszán. Ez a szókapcsolat kezdetben az akkori elnök, John F. Kennedy és felesége, Jacquelin Kennedy körül formálódó csoportra utalt. 1964. február 15-én a Vogue akkori olvasói megtanulhatták, hogy „mi az, amit a szép emberek megtesznek a jó kinézetükért”. A két kifejezés egy ideig párban futott; 1970-ben Cleveland Amory már félt, hogy „a Beautiful People és a Jet Set meg van félemlítve a jelenlegi gazdaság által”.
Az 1973-as olajválság egy olyan komolyabb gazdasági fenyegetés volt, amely megkérdőjelezte a csupán élvezetekért való repülés gondolatát.  
Az első jel, hogy a jet set kilépett a kizárólag városi használatból, egy 1974-es countrydal volt, a (We're not) The Jet Set, amelyben a szerzők, George Jones és Tammy Wynette szembeállították saját „old Chevrolet set” életmódjukat az akkori ragyogó „jet setting” életmóddal. 
A megfáradt jet set második hullámát a szuperszonikus Concorde repülőgép 1976-os bevezetése indította el. A menetrend szerinti járatok 1976 január 21.-én indultak el az olajkereskedelem nyomán a London-Bahrein üzleti útvonalon és a tipikus jet set Párizs-Rio de Janeiro (Dakar érintésével) útvonalon. 1977. novemberétől a Concorde két szabványos jet set célpont között is közlekedett; Londonból vagy Párizsból New York City-be, az utaslisták állandó anyagot szolgáltattak a pletykalapok számára. A Concorde visszaállította a terminust: "A rocksztároktól az előkelőségekig a Concorde biztosította a lehetőséget a jet set életmódhoz", legalábbis a NOVA retrospektív "Supersonic Dream" műsora szerint. Azonban a Concorde megbukott a hangrobbanás, az átrepülési jogok be nem tartása, a hatalmas üzemanyag fogyasztás és végül egy katasztrofális baleset miatt. A típust 2003-ban vonták ki a forgalomból. Helyette a Boeing 747 Jumbo - ami állandóan tele volt utasokkal - forradalmasította a légiközlekedést

## Fordítás
Ez a szócikk részben vagy egészben  a   Jet set című angol Wikipédia-szócikk ezen változatának fordításán alapul.  Az eredeti cikk szerkesztőit annak laptörténete sorolja fel. Ez a jelzés csupán a megfogalmazás eredetét és a szerzői jogokat jelzi, nem szolgál a cikkben szereplő információk forrásmegjelöléseként.